# Mexikansk tigerhäger
Mexikansk tigerhäger (Tigrisoma mexicanum) är en huvudsakligen centralamerikansk fågel i familjen hägrar. Den förekommer från Mexiko till norra Colombia. Arten minskar i antal men anses inte vara hotad.

## Kännetecken

### Utseende
Mexikansk tigerhäger är en 71–81 cm lång häger med likt övriga tigerhägrar korta ben och kraftig hals. Den är svart på hjässa och nacke liksom i ett streck från ögat till strupen kontrasterade med otecknad grå huvudsida. Den orangegula till gula strupen är helt obefjädrad, vilket gett den sitt engelska namn bare-throated tiger-heron. Hals- och ovansidan är mestadels brunsvart fint bandad eller marmorerad i ljust grått eller beige. På halsens mitt syns en rostfärgad strimma kantad av svart och vitt. Resten av undersidan är jämnt rostbrun.

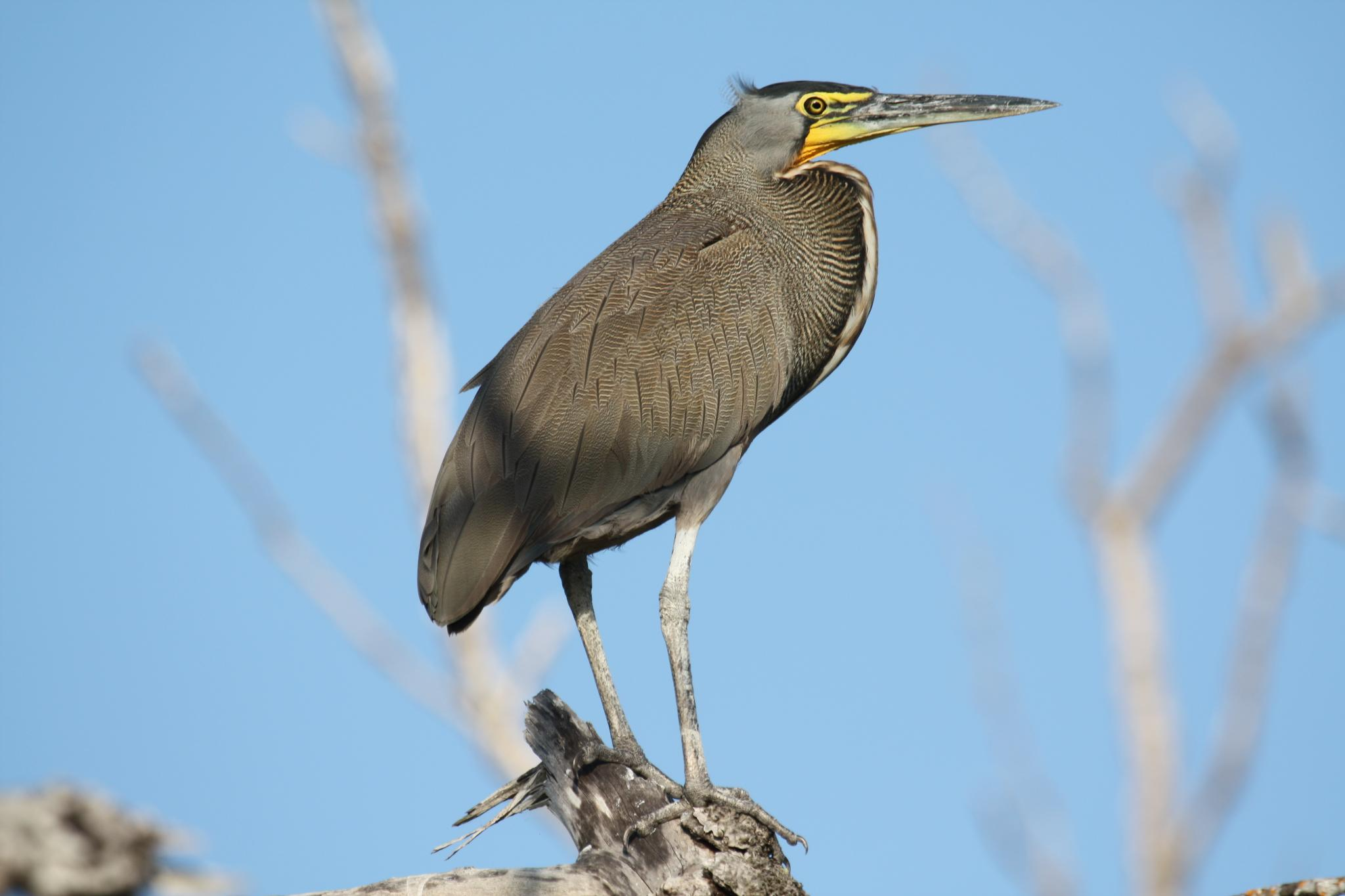

### Läten
Lätena hörs ofta nattetid, ett mycket mörkt och gutturalt ljud som en- eller tvåstavigt upprepas i serier. När den störs avger den snabba serier med mörka, kväkande "wok-wok-wok...".

## Utbredning och systematik
Mexikansk tigerhäger förekommer i fuktiga låglänta områden från Mexiko till nordvästra Colombia. Den behandlas som monotypisk, det vill säga att den inte delas in i några underarter. Ett fynd finns från södra USA, i Texas december 2009 till januari 2010.

## Levnadssätt
Mexikansk tigerhäger hittas i en rad olika vattenrika miljöer som våtmarker, översvämmade fält, sjö- och flodkanter samt tillfälligt eller lokalt även klippiga kuster. Den födosöker ensam på marken invid vatten och kan stå orörlig i långa perioder. Likt andra tigerhägrar rycker den till på stjärten.
Födan består av fisk som ål, grodor, kräftdjur och insekter, men den har även noterats ta smågnagare. Häckningssäsongen varierar, från februari till april i Panama, till maj–augusti i El Salvador och möjligen året runt i Costa Rica.

## Status och hot
Arten har ett stort utbredningsområde och en stor population, men tros minska i antal, dock inte tillräckligt kraftigt för att den ska betraktas som hotad. Internationella naturvårdsunionen IUCN kategoriserar därför arten som livskraftig (LC).